# بيير شنايدر
بيير شنايدر (بالألمانية: Peer Schneider)‏ هو صحفي ومهندس ألماني، ولد في 9 أبريل 1971 في كولونيا في ألمانيا.